# Левандовский, Александр Иосифович
Александр Иосифович Левандовский (укр. Олександр Йосипович Левандовський; 1967—1993) — советский и украинский спортсмен-тяжелоатлет; Мастер спорта СССР международного класса (1987).

## Биография
Родился 27 апреля 1967 года в Житомире.
Занимаясь тяжелой атлетикой, выступал за спортивное общество «Динамо» (Львов). Тренировался под руководством И. П. Василишина, А. И. Зимбы и А. С. Коротина.
Александр Левандовский становился чемпионом мира среди юниоров (Донауэшинген 1986) и чемпионом Европы (1988 год, в рывке, в составе сборной СССР; 1993 год, в двоеборье, в составе сборной Украины). В 1987 стал чемпионом Дружественных армий в Гаване, обыграв Антонио Крастева с результатом 452.5(207.5+245). Был рекордсменом Украины и призёром её чемпионатов. Лучший результат на кубке Москвы 1988 - 460(210+250).
В 1992 году окончил Львовский институт физической культуры (ныне Львовский государственный университет физической культуры).
Погиб во Львове 4 мая 1993 года в автокатастрофе.